# Baia Whisky
La baia Whisky è una baia quasi totalmente ricoperta di ghiaccio e larga circa 4 km, in direzione sudovest-nordest, situata sulla costa dell'isola di James Ross, davanti alla costa orientale della penisola Trinity, l'estremità settentrionale della Terra di Graham, in Antartide. La baia, nelle cui acque si getta l'omonimo ghiacciaio, si trova in particolare nella parte nord-occidentale dell'isola, dove la sua entrata è delimitata da punta Rink, a sud-ovest, e punta Stoneley, a nord-est.

## Storia
Così come l'intera isola di James Ross, la baia Whisky è stata cartografata per la prima volta nel corso della Spedizione Antartica Svedese, condotta dal 1901 al 1904 al comando di Otto Nordenskjöld, tuttavia, in seguito alle ricognizioni effettuate in quest'area nel 1958-61 dal British Antarctic Survey, allora chiamato "Falklands Islands Dependencies Survey", essa è stata così battezzata dal Comitato britannico per i toponimi antartici nel 1983 in associazione con la vicina baia Brandy.